# Неплюєв Микола Миколайович
Мико́ла Микола́йович Неплю́єв (*1851, Ямпіль (Сумська область) — †1908) — богослов, громадський діяч, педагог і мислитель. Він був суспільним діячем європейського масштабу, членом англо-російської літературної спілки, Міжнародної Молитовної спілки, головним організатором проведення Конгресу єдиного людства (Париж 1900).засновник та ідеолог "Крестовоздвіженського братства"-комуни з СПІЛЬНИМ МАЙНОМ та справедливим розподілом зиску. Комуна була успішна багата розсувна здорова духовно та фізично.,експандувала. Багато талановитих людей сформувалося в цих умовах. Уся ідеологія задокументована в його книжці " что есть істина". Де Стверджує що ця система спроможна організувати життя країн,фрак вільним множенням системи господарства з СПІЛЬНИМ МАЙНОМ ТА РАДОЮ УПРАВЛІННЯ, де управляючий підприємства працював за однакову зарплату як у прибиральниці плюс оренда за приєднання ними майно.

## Біографічні відомості
Неплюєв народився в Ямполі в Україні. Він був одним з найбільших поміщиків свого часу. У 1881, після закінчення академії, він повернувся до свого маєтку в хуторі Воздвиженська Глухівського повіту Чернігівської губернії. Неплюєв звернувся до батька з проханням про надання йому економічної самостійності для того, щоб організувати притулок для сиріт. Неплюев почав з того, що взяв на виховання десять селянських дітей з бідних сімей; таким чином, 4 серпня 1881 зародилася майбутня Воздвиженська школа. 

## Релігійна діяльність
Створив в с. Воздвиженське Ямпільського району Сумської області — Православне Хрестовоздвиженське Трудове Братство, основною ідеєю якого було єднання усіх християнських конфесій і демілітарізація держав. Братство Неплюєва уособлювало живу модель вільного людського братерства бідних і багатих християн. З організаційно-православної точки зору воно являло собою кооперативне товариство виробництва і споживання з колективною формою власності на засоби виробництва.
У 1891 була створена аналогічна чоловічій чотирирічна школа для дівчаток — Преображенська. Надалі братство поповнювалася, в основному, випускниками Воздвиженської і Преображенської шкіл.
29 грудня 1901 року Микола Неплюєв здійснює безпрецедентний в історії Росії вчинок — передає все майно, загальною вартістю 2 мільйони 750 тисяч карбованців, у повну власність братства.

## Світоглядні ідеї Неплюєва
Основна ідея Неплюєва, якій він присвятив все своє життя, полягала в необхідності покаяння і до єднання між християнами, що здійснюється в християнській громаді. Такі громади можуть об'єднатися в трудове братство, в яких віряни могли б влаштувати своє життя по вірі, жити разом з братами у Христі і заробляти кошти на життя шляхом спільної діяльності. Неплюєв вказав три підстави влаштування життя і діяльності християнського трудового братства: 
Віра в Бога Живого і в те, що громадське життя є волею Господньою.
Любов: вірність і прагнення залишитися разом всупереч конфліктам і всього, що роз'єднує.
Праця: якісне виконання своїх обов'язків заради загальної користі і добровільна дисципліна.
На думку Неплюєва, священним обов'язком братолюбства є праця. Однак у християнському трудовому братерстві ні сама по собі праця, ні економічні результати господарської діяльності не можуть мати самодостатнього значення і бути кінцевою метою. Необхідно, щоб братство було самоокупним, а кожна людина чесно трудилася.

## Братство
У Статуті братства декларувалося християнське виховання дітей та релігійно-моральне вдосконалення дорослих шляхом життя в християнській громаді. 
Чітко регламентовувалось членство в братстві: повноправні, приймальні, члени-змагальники. Повноправні несли повну відповідальність за все, що відбувається в братерстві і визначали уклад життя братства. Прийомні — брати, що перебувають на випробувальному терміні, вони не могли визначати уклад життя. Члени-змагальники жили поза межами братства, брали на себе зобов'язання допомагати працею, сприянням християнському вихованню дітей або матеріально. 
Після смерті Неплюєва в 1908 Хрестовоздвиженське братство не припинило своє існування. У 1919 воно перетворилось на радянську комуну «Трудове Братство» («Першою українською радянською комуною»), залишаючись при цьому християнським трудовим братством. У 1920 школи братства були перетворені в радянські, а братство було названо «розсадником толстовства». У 1923  братство перейменовується в сільськогосподарську артель ім. Жовтневої революції. У 1924 її було зруйновано радянською владою.
У 1929 в Україні почалася колективізація, в процесі якої братство було остаточно знищено, а всі братчики виселені з Воздвиженська і розселені по різних куточках Росії.

## Твори
Избранные сочинения Н. Н. Неплюева. Кн. 1 / Сумская обл. общественная организация «Центр социально-гуманитарного развития «Рідний край». — Киев : Фолигрант, 2011. — 285, [2] с. : ил.  — (рос.)

### Окремі видання
- Авдасев В. Н. Трудовое братство Н. Н. Неплюева. Его история и наследие. — Сумы : АС-Медиа, 2003. — 64 с. : ил. — (рос.)
- Авдасев В. Н. Свет памяти. Н. Н. Неплюев в воспоминаниях современников. — Киев : Фолигрант, 2008. — 108 с. : ил. — (рос.)
- Діяльність і духовна спадщина М. М. Неплюєва в контексті новітньої вітчизняної історії : матеріали міжнар. наук.-просвітницької конф. — Суми : АС-Медіа, 2002. — 65 с.
- Мельник Л. Г. Сходження до Утопії, або «Машина часу» М. М. Неплюєва : (соціально-економічний аналіз) : монографія. — Київ : Фолігрант, 2013. — 240 с.
- Мельник Л. Г. «Машина времени» Н. Н. Неплюева : социально-экономический анализ : монография. – Сумы : Университетская книга, 2018. — 368 с. — (рос.)

### Статті
- Авдасьов В. Трудове братство Миколи Неплюєва: історія і доля унікальної моделі християнської цивілізації // Краєзнавство : наук.-метод. та практ. аспекти : матеріали краєзнавчої наук.-практ. конф. (8–10 черв. 2010 р., Суми) / Сум. держ. ун-т та ін. — Суми, 2010. — С. 8—12.
- Андреев М. А. Н. Н. Неплюев и его Трудовое братство // Андрєєв М. А. Вороніж : зб. краєзн. ст. / упоряд., передм. А. А. Кулик. — Шостка, 2016. — С. 139—152.
- Вертіль О. Місто омріяного Сонця  / Олександр Вертіль // Урядовий кур’єр. — 2012. — 12 січ. — С. 18.
- Павлік В. А. Агросоціальні реформи М. М. Неплюєва // Матеріали IX Всеукраїнської історико-краєзнавчої конференції з міжнародною участю (24–25 листоп., 2011) / Сум. держ. пед. ун-т ім. А. С. Макаренка та ін. — Суми, 2011. — С. 116—119.
- Русанов Ю. Микола Миколайович Неплюєв і його Православне Хрестовоздвиженське трудове братство / Ю. Русанов // Краєзнавство. — 2014. — № 3. — С. 143—149. — Бібліогр.: 36 назв.
- Ткаченко В. В. [history.org.ua/?encyclop&termin=Nepliuiev_M_M Неплюєв Микола Миколайович  та Хрестовоздвиженське трудове братство] // Енциклопедія історії України : у 10 т. / редкол.: В. А. Смолій (голова) та ін. ; Інститут історії України НАН України. — К. : Наукова думка, 2010. — Т. 7 : Мл — О. — С. 374. — ISBN 978-966-00-1061-1.
- Федорина А. Створити рай і зруйнувати… / Алла Федорина // Україна Молода. —2009. — 6 серп. — С. 14.
- Шишкіна Ю. А. Глухівський садибний будинок Неплюєвих / Ю. А. Шишкіна // Путивльський краєзнавчий збірник. Вип. 7 / Держ. іст.-культ. заповідник у м. Путивлі. — Суми : Університетська книга, 2013. — С. 211—217.